# Khlii
Le khlii, khlea, ou kleehe, est une préparation culinaire propre à la gastronomie maghrébine, notamment utilisée dans les cuisines algérienne et marocaine,,,,, à base de viande (généralement de l'agneau) aux aromates confite dans de la graisse. Deux variantes consistent  remplacer la graisse par de l'huile d'olive ou du smen, le beurre rance. 

## Histoire
Son origine est ancienne, une source connue est celle qu'a donné le poète et écrivain Samuel Romanelli, un auteur juif italien, qui décrit dans son livre Massa' ba-'Arab" ou "Travail in an Arab Land" [réf. à confirmer] le khlii comme un moyen de conservation utilisé au Maroc où il s'est rendu à la fin des années 1880.

## Appellations

### Algérie
- Klii ezir[8] (ezir étant l'appellation locale pour désigner la jarre en terre cuite) dans l'Est algérien (Sétif, Constantine, Oued Zenati, Aïn-Melila).

### Maroc
- Khlii
- Khlii el wardi ou khlii ouardi
- Khlii sayfi[6]

### Note
Il convient de distinguer le khlii du kaddid (souvent à base de mouton), qui est une viande imprégnée d'épices puis séchée au soleil, avec un goût d'épices plus prononcé et une texture un peu plus sèche.

## Technique de préparation

### Fabrication traditionnelle dukhlii eziren Algérie

#### Matières premières et matériel de préparation
- Viande bovine
- Sel
- Coriandre
- Carvi
- Ail
- Graisse animale
- Huile d’olive
- Jarre en terre cuite (ezir)

#### Préparation
Le khliaa ezir est préparé à partir de viande bovine, mais peut l'être aussi à partir de viande ovine, caprine ou cameline. Les parties de la carcasse habituellement transformées en khliaa ezir sont la viande de l’épaule ou de la cuisse.
La viande désossée, débarrassée de sa graisse, est découpée en gros morceaux de 5-8 cm de longueur et de 4-6 cm d’épaisseur, incisée, puis frottée et recouverte de sel à raison de 90 g par kilo de viande. Les morceaux sont ensuite mélangés à un ensemble d’épices, composé de carvi (15 g), coriandre (30 g) et d'ail fraichement haché (20 g).

#### Enrobage
Les morceaux de viande enrobés sont marinés pendant 7 jours à température ambiante. Tous les deux jours, les morceaux sont malaxés manuellement, ce qui permet une imprégnation plus rapide et uniforme du sel et des épices dans la viande. À ce stade, la viande perd une partie de l’eau libre présente dans le tissu musculaire.

#### Cuisson
Après marinade, la viande est bouillie dans de l’eau, en proportion de 2 litres par kilo de viande. Les morceaux de viande doivent être totalement recouverts d’eau. La durée de cuisson est d’environ 1 h à 1 h et demie, à une température comprise entre 75 et 80 °C. La cuisson s’achève lors de l’évaporation complète de l’eau.

#### Conditionnement
Une fois cuits, les morceaux de viande sont imbibés dans un mélange de l'huile d'olive à 2/3 et de graisse (bovine, ovine, caprine, cameline) préalablement fondue à 1/3, puis conservés dans une jarre en terre cuite hermétiquement close, à l’abri de la lumière et dans un endroit sec à température ambiante.

## Consommation
Il est particulièrement apprécié au Maghreb, avec des œufs, et peut aussi entrer dans la composition de certains pains garnis ou crêpes maghrébines garnies msemen (par exemple les rghaïf) ou plats (avec des lentilles, comme le petit salé dans la cuisine française). On peut aussi le consommer sans préparation particulière, avec du pain.